# Eloria ninya
Eloria ninya är en fjärilsart som beskrevs av Paul Dognin 1923. Eloria ninya ingår i släktet Eloria och familjen tofsspinnare. Inga underarter finns listade i Catalogue of Life.